# David et Bethsabée
Pour les articles homonymes, voir Bethsabée (homonymie).
Pour plus de détails, voir Fiche technique et Distribution.
David et Bethsabée (David and Bathsheba) est un péplum américain en Technicolor réalisé par Henry King, sorti en 1951.

## Synopsis
Un jeune berger de quinze ans tue le géant Goliath à coup de fronde. Plus tard, fort de sa célébrité, il devient le roi David et règne sur le peuple juif. Aujourd'hui, ses troupes assiègent la ville ammonite de Rabbath-Ammon. Marié à Mikhal, David s’éprend d’une femme d’une grande beauté aperçue prenant son bain, Bethsabée. Épouse délaissée d’un officier du roi, Urie le Hittite, Bethsabée devient la maîtresse de David. Lorsque celle-ci lui apprend qu’elle est enceinte et, son mari étant loin sur le champ de bataille, risque selon la loi d’être lapidée pour adultère, le roi décide pour la sauver d’envoyer Urie en première ligne au plus fort de la bataille. Urie meurt au combat et le roi épouse Bethsabée, après avoir répudié sa femme.
Nathan le prophète lui prédit alors la colère de Dieu et tout comme le peuple exigea la mort de Bethsabée. La sécheresse et la famine se sont abattus sur le pays, et Bethsabée perd son enfant peu après sa naissance. David reconnaissant ses péchés va prier devant l’Arche d'alliance, le coffre saint contenant les Tables de la Loi, et se repent. La pluie survient, David sait que le ciel a pardonné.

## Fiche technique

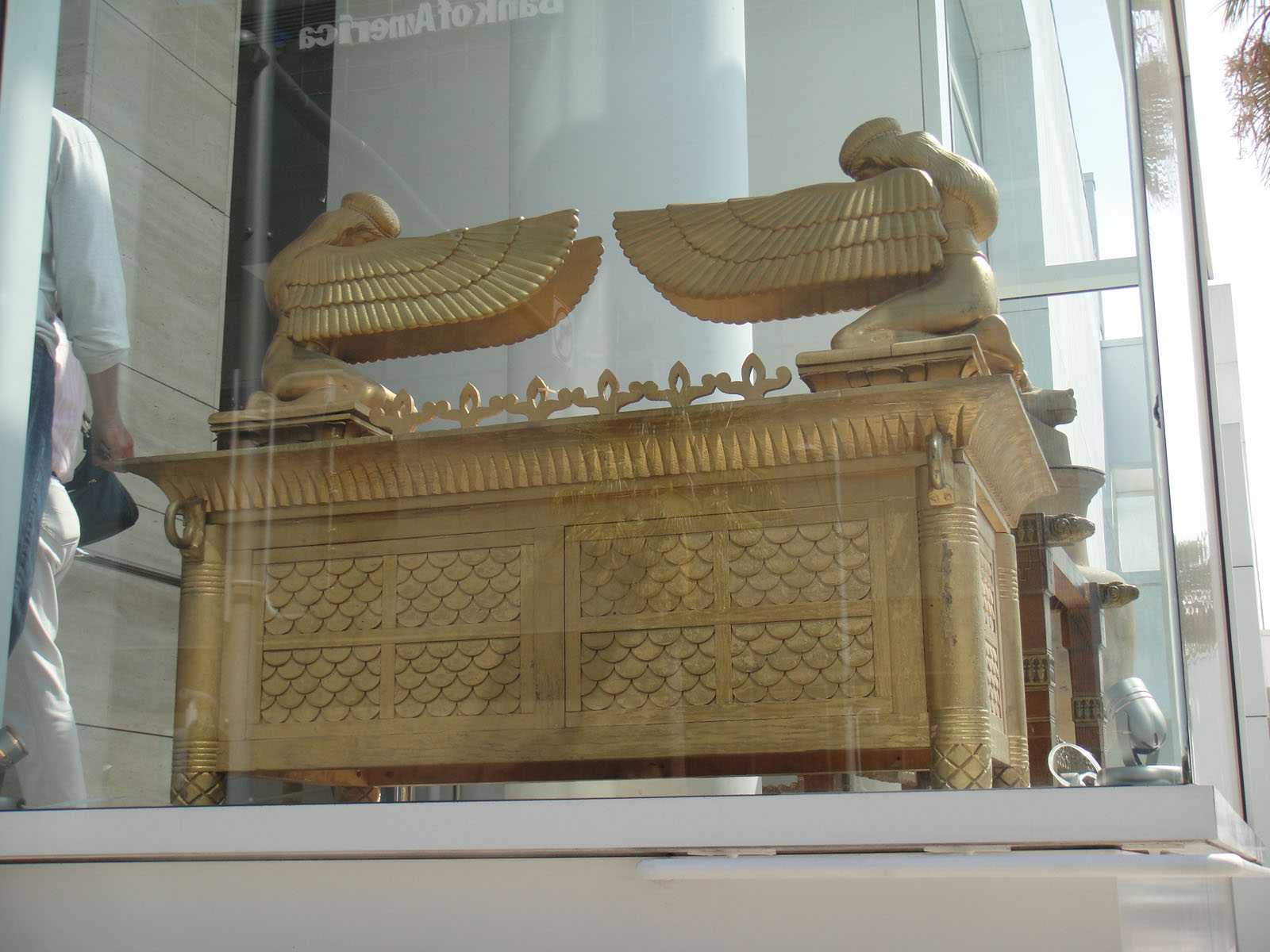
l’Arche d'alliance du film

- Titre français : David et Bethsabée
- Titre original : David and Bathsheba
- Réalisation : Henry King, assisté de Robert D. Webb (non crédité)
- Production : Darryl F. Zanuck
- Société de production : 20th Century Fox
- Scénario : Philip Dunne
- Photographie : Leon Shamroy
- Musique : Alfred Newman
- Montage : Barbara McLean
- Direction artistique : George W. Davis et Lyle Wheeler
- Costumes : Charles Le Maire et Edward Stevenson
- Chorégraphe : Jack Cole
- Effets spéciaux : Fred Sersen (en)
- Pays de production : États-Unis
- Langue : anglais
- Format : couleur (Technicolor) - son : mono (Western Electric Recording)
- Genre : péplum biblique
- Durée : 116 minutes
- Dates de sortie : 
  - États-Unis : 10 août 1951
  - France : 21 mai 1952

## Distribution

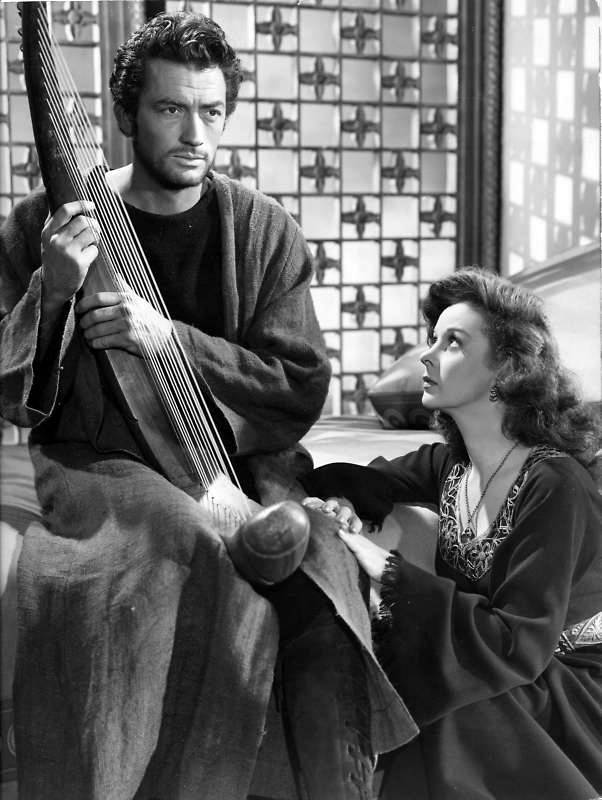
Gregory Peck et Susan Hayward, photo promotionnelle pour le film.

- Gregory Peck (VF : Jean Davy) : le roi David
- Susan Hayward (VF : Claire Guibert) : Bethsabée
- Raymond Massey  (V.F : Maurice Pierrat) : le prophète Nathan
- Kieron Moore  (V.F : Jacques Beauchey) : Urie le Hittite
- James Robertson Justice  (V.F : Pierre Morin) : Abishai
- Jayne Meadows : Mikhal
- John Sutton : Ira
- Dennis Hoey (V.F : Jacques Berlioz) : Joab
- Francis X. Bushman (V.F : Jean Toulout) : le roi Saül
- Paul Newlan (en) (V.F : Jacques Berlioz) : Samuel
- Holmes Herbert  (V.F : Richard Francoeur) : Jessé, père de David
- Walter Talun : Goliath
- Gwen Verdon : une danseuse
- Lumsden Hare : un vieux berger
- George Zucco  (V.F : Raymond Rognoni) : l'ambassadeur égyptien
- Sean McClory (non crédité) : aide du roi David

## Autour du film

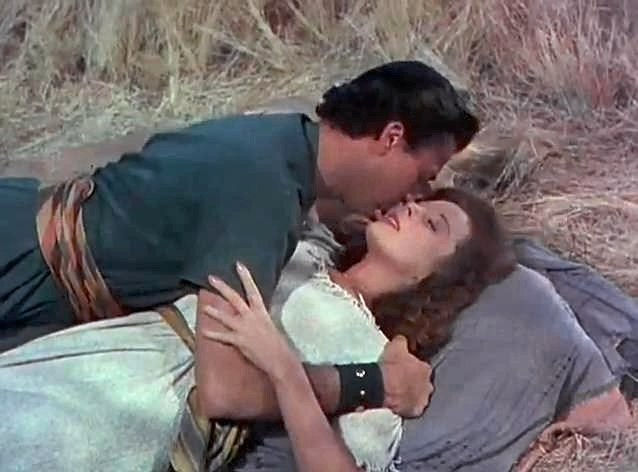
Gregory Peck et Susan Hayward

- Le succès de Samson et Dalila de Cecil B. DeMille pour la Paramount Pictures avait relancé le goût des superproductions bibliques à Hollywood. La mise en chantier du Quo Vadis de Mervyn LeRoy pour la Metro-Goldwyn-Mayer décida Darryl F. Zanuck, patron de la 20th Century Fox, à produire lui-même le prochain grand spectacle du genre. Il demanda au scénariste Philip Dunne d’écrire un scénario sur le roi David[1]. Dunne développa toutes les périodes de la vie du roi, sa jeunesse avec le combat contre Goliath, son règne avec la rencontre de Bethsabée et sa vieillesse avec la trahison de son fils Absalom[1]. Mais Zanuck ne fut pas convaincu et lui demanda de travailler sur un autre projet. Le scénariste le relança en lui proposant uniquement un titre, David et Bethsabée, et le producteur emballé lui proposa de réécrire un scénario sur ce thème[1]. Jugé parfois très littéraire[2], une grande partie du film est dialoguée en vers blancs[3], ce qui a peut-être donné au film un effet figé[2].
 Philip Dunne travailla également sur le scénario d’autres péplums de la Twentieth Century Fox : La Tunique, Les Gladiateurs et L'Égyptien. Bien que pour La Tunique, il déclara avoir surtout « servi de couverture[2] » au scénariste Albert Maltz, figurant sur la liste des Dix d'Hollywood et interdit de travail aux États-Unis. 
Malgré de mauvaises critiques, le film fut un succès commercial, remportant plus de trois fois son coût de production de 2 170 000 dollars[1].
- Réalisé en pleine période d'hystérie anti-communiste sous l'influence du maccarthysme, cette œuvre est aussi une habile dénonciation de la guerre en tant qu'outil des tyrannies, secrètement alliées entre elles, pour affaiblir leurs peuples et ainsi les empêcher de se soulever contre leurs réels oppresseurs.
- Tournage en extérieurs près de Nogales en Arizona.

## Critique
- « Gregory Peck est un assez étonnant roi David, sceptique dans sa force et décidé dans le remords. Quant à Susan Hayward, sa beauté n'est point que physique, il y a en elle quelque chose de Vénus à sa proie attachée[4]. »